# Devil May Cry 5
A Devil May Cry 5 egy 2019-es akció-kalandjáték, amit a Capcom fejlesztett és kiadott. Ez a hatodik rész összességében, és az ötödik fő része a Devil May Cry sorozatnak. A Capcom 2019. március 8-án adta ki a PlayStation 4, Windows és Xbox One platformokra. A játék eseményei öt évvel a Devil May Cry 4 után játszódnak, és három démoni erővel rendelkező harcos, a visszatérő Dante, Nero, valamint az új főszereplő, V történetét követi nyomon, akik megpróbálnak megakadályozni, hogy a Demon King Urizen lerombolja az emberi világot. Utazásuk során Red Grave City-ben a játékos különböző küldetések során irányíthatja ezeket a karaktereket. Mindegyiküknek saját harci stílusa és erősödési módja van. Ahogy mindez történik, fokozatosan feltárul V rejtélye, valamint a kapcsolata Urizen-nel.
A Devil May Cry 5-öt Hideaki Itsuno rendezte, aki célul tűzte ki, hogy ez a rész legyen az eddigi legkiemelkedőbb munkája. Számos kihívással nézett szembe annak érdekében, hogy egyensúlyt teremtsen a játékban a kezdő és visszatérő játékosok számára. A Capcom inspirációt merített korábbi projektjükből, a Resident Evil 7: Biohazard-ból, és valósághű dizájnt alkotott a RE Engine alapján. Ennek eredményeként valós embereket használtak a karakterek arcának megtervezéséhez. A történetet a visszatérő író, Bingo Morihashi írta, és különféle londoni helyszíneken alapul. A játék hangjának megteremtésében több zeneszerző is részt vett, három fő témát létrehozva a játszható karakterek körül.
A Devil May Cry 5 pozitív kritikákat kapott a kritikusoktól: elismerésben részesült a játékmenet, különösen a három karakter által kínált technikák sokfélesége, valamint a narratíva kezelése miatt. A játék több díjat is elnyert, és kevesebb mint két héttel a megjelenése után több mint kétmillió példányban kelt el. 2023 decemberére ez a szám már meghaladta a nyolcmillió példányt, ezzel a franchise legkelendőbb játékává avanzsált. A játékhoz kapcsolódó könnyű regény és manga is megjelent. 2020 novemberében érkezett a Devil May Cry 5: Special Edition kibővített változata, mely elérhetővé vált Xbox Series X/S és PlayStation 5 platformokra, és Vergil is játszható karakterként szerepel benne. A PlayStation 4, Windows és Xbox One játékosok számára a Vergil karaktert fizetős letölthető tartalomként tették elérhetővé. 2021. december 9-én egy Amazon Luna port is kiadásra került.

## Játékmenet
A játékban visszatér Dante és Nero, akik játszható karakterként vesznek részt, valamint bemutatkozik egy új karakter, V is. A játékmenet hasonló a Devil May Cry sorozat többi részéhez, főként a gyors tempójú "stílusos akciókra" összpontosítva; a játékos különféle támadásokkal és fegyverekkel küzd a démonok hordái ellen. A harc minősítése több tényező alapján történik, beleértve a mozgás változatosságát, a kombó hosszát és a támadások kivédését. A játék zenei kísérete a játékos harci teljesítményétől függően változik. Minden alkalommal, amikor a játékos kapcsolatba lép Nico szerelővel, vagy megtalál egy szobrot, új képességeket vásárolhat minden karakterhez. Annak ellenére, hogy három játszható karakter áll rendelkezésre, a játék megszorítja a játékost, hogy minden küldetés során csak egy karaktert használjon. A korábbi játékokhoz hasonlóan a játék rendelkezik Bloody Palace móddal is, ahol a játékosok egyetlen területen számos különböző démonnal nézhetnek szembe.
Az első karakter, akit bemutattak a Devil May Cry 4-ben, Nero. Ő megtartja a Vörös Királynő kardját a közelharcban és a Blue Rose duplacsövű revolvert. Az ördöghozója azonban kezdetektől fogva hiányzik. Ennek ellenére Nero rendelkezik egy sor új robotkarral, amit Devil Breakers-nek neveznek. Ezeknek különböző funkcióik vannak, például az ellenfél távolabbról való megragadására vagy az idő leállítására az ellenfél helyének befagyasztásához. Nero a szakaszok során további Devil Breakers-t is szerezhet. Ezek erősek, de törékenyek, és megsemmisülhetnek, ha helytelenül használják. A történet végére Nero visszaszerezte az Ördöghozóját, és hozzáfér az Ördögravaszt lépéshez, amely kibővíti harci képességeit.
Dante hasonlóan játszik, mint a Devil May Cry 4-ben, mivel képes váltani négy stílus között, hogy új technikákat hozzon létre vagy támadásokat védekezzen. A jellegzetes "Rebellion" kardjával és a démoni "Devil Sword Sparda"-val együtt Dante három új ördögkarot is használ, köztük egy pár ördögfűrész-szerű fegyvert, amelyek egyesülnek egy motorkerékpárrá, a "Cavaliere"-ként ismertté, valamint egy tüzes kesztyűt és csizmát, a "Balrog"-ot. Dante szintén rendelkezik a "King Cerberus"-szal, amely a Devil May Cry 3-ban bemutatott Cerberus nunchaku erősebb változata. Visel továbbá egy "Dr. Faust"-ot, egy kalapot, amelynek támadásához vörös gömbökre van szükség; ez egy kockázat/jutalom fegyver a játékos cselekedeteitől függően. Dante képes használni a Devil May Cry 3 "Kalina Ann"-ját és az új, továbbfejlesztett "Kalina Ann 2"-t is. Dante, a képességeit fejlesztő és az egészségét helyreállító Devil Trigger mellett, rendelkezik egy erősebb formával is, a "Sin Devil Trigger"-rel, amely új támadási eszközöket kínál.
A harmadik játszható karakter V, aki elsősorban három démon-társát hívja segítségül a harcban. Ezek közé tartozik a Griffon, egy sas, ami távolsági villám alapú támadásokat használ, a Shadow, egy párduc, ami pengéket, tüskéket és portálokat formál testéből, valamint a Nightmare, egy nagy és erős gólem. V egy Devil Trigger-szerű állapotba kerül, amikor fehér lesz a haja, hogy meghívja a Nightmaret, amely közelharci támadásokat és robbanékony lézersugarakat használ kombinációban. Miután az ellenfél egészsége világoslila színűvé válik, V a botjával egy utolsó ütéssel végez az ellenféllel.
Vergil ismét játszható karakterként tűnik fel a játék Special Editionjában, áthozva a negyedik játék Special Editionjének játékstílusát, beleértve a koncentrációmérő rendszert és a fegyvereket. Az eredeti Special Edition játékokban használt Force Edge-t azonban a Mirage Edge váltotta fel, egy éteri kard, amelyet Vergil általában lövedék-idézésként alkalmazott. Új képessége lehetővé teszi számára, hogy V-vé változzon, és összegyűjtse a trió démoni társát, hogy sokféle sebzést okozzon ellenfeleinek. Ahelyett, hogy a megszokott Devil Trigger formáját öltené magára, Vergil azonnal átváltozik a Sin Devil Trigger frissítésbe. Az eredeti Devil Trigger helyett most a Doppelganger áll rendelkezésére, amely a Sin Devil Trigger formájában megidézett spektrális másolata, ami tükrözi Vergil támadásait (csak a Yamato használatával). Ez a képesség egy mechanizmust követ, amelyet a Devil May Cry 3-ban vezettek be Dante Doppelganger-stílusaként, majd újra bevezették a DmC: Devil May Cry-ban a Vergil karakter Devil Trigger képességének újraindításához.

## Fejlesztés

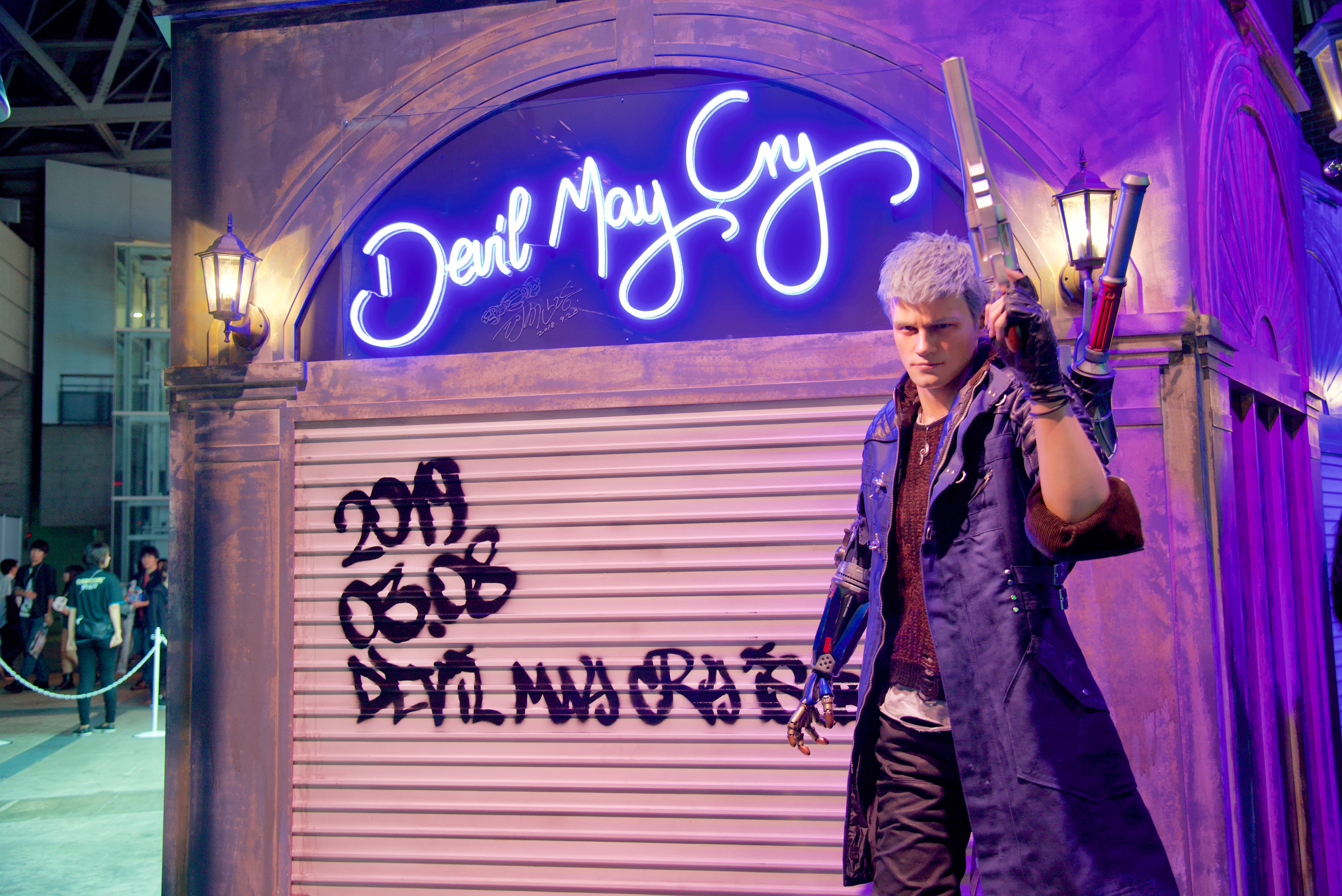
Néró szobra, a Devil May Cry 5 népszerűsítésére használták

2013-ban Hideaki Itsuno, a Devil May Cry játékok rendezője a második rész óta, érdeklődést mutatott az eredeti Devil May Cry sorozat folytatása iránt, és kifejlesztett egy ötödik részt. Eredetileg úgy vélték, hogy a sorozat szünetelni fog, vagy végleg befejeződik, ha a Devil May Cry 4: Special Edition nem ér el kereskedelmi sikert. Azonban Itsuno egy GameSpot interjúban megerősítette, hogy ez nincs így. Az aggodalmakat enyhítette azzal, hogy megerősítette, hogy a Capcom elégedett volt a Devil May Cry 4: Special Edition és a DmC: Devil May Cry végleges eladási adataival. 2016 januárjában Itsuno egy Twitter-üzenetben bejelentette, hogy egy olyan projekten dolgozik, amely nagymértékben fejlesztés alatt áll, és még nem lehetett bejelenteni. Márciusban Reuben Langdon és Johnny Yong Bosch, akik a Devil May Cry 4-ben Dante és Nero hangjátékát és mozgásrögzítését készítették, képeket osztottak meg magukról mozgásrögzítő felszerelésben, ami arra utalt, hogy egy új Devil May Cry játék fejlesztése zajlik. A Capcom Vancouver válaszában a Twitteren kijelentette: "Ez nem egy olyan játék, amelyen bejelentettük, hogy ezen a stúdióban dolgozunk." 2018. május 17-én egy ismeretlen entitás regisztrálta a „DevilMayCry5.com” domain nevet a Capcom Onamae domain-regiszterében. A Devil May Cry 5 megjelenését a 2018-as E3-on hagyta jóvá a következő évben. A Capcom megerősítette a megjelenési dátumot 2019 márciusában, a demót pedig 2018 augusztusában lehetett kipróbálni a Gamescomon. Később elérhetővé tették a PlayStation Store-on és az Xbox Live-on.
A játék eredetileg tervezve volt bejelentésre 2017-ben. Azonban az a gondolat, hogy a Resident Evil 2 remake-pel együtt jelentsék be, változást hozott. A játékot a Capcom Dev Studio 1 fejlesztette, és a Dragon's Dogma és a Devil May Cry sorozatokon dolgozott sok stábtag. A csapat azt a célt tűzte ki, hogy ez legyen a Heisei korszak legjobb akció játéka. Egy titkos üzenetet hagytak az első előzetesben a sorozat rajongói számára A játék egy oszakai, Japánban működő stúdió által készült, amely az RE Engine-en fut, amit először a Resident Evil 7: Biohazard-ben használtak. A csapat túlnyomó része eredetileg a nemrégiben megjelent Resident Evil 7-en dolgozott, és jártas volt az engine használatában. Itsuno-t is befolyásolta a Monster Hunter World munkája, hogy tartalmat nyújtson, ami vonzó lehet az új játékosok számára. Azonban a játékmenet kiegyensúlyozásának szükségessége miatt Itsuno úgy érezte, hogy a kihívást jelentővé tétele is vonzóvá teheti a hosszú ideje hűséges rajongókat. A stáb más tagjai korábban dolgoztak a DmC: Devil May Cry újraindító játékán, de az oszakai csapat inkább hajlandó volt folytatni a fő sorozat negyedik részének folytatását. A csapat meghallgatta a rajongók véleményét a korábbi játékokról, hogy biztosítsa a játék vonzóvá tételét számukra. Példa erre, hogy a játékosoknak "automatikus" módot biztosítanak, ami könnyebbé teszi a kombók létrehozását.

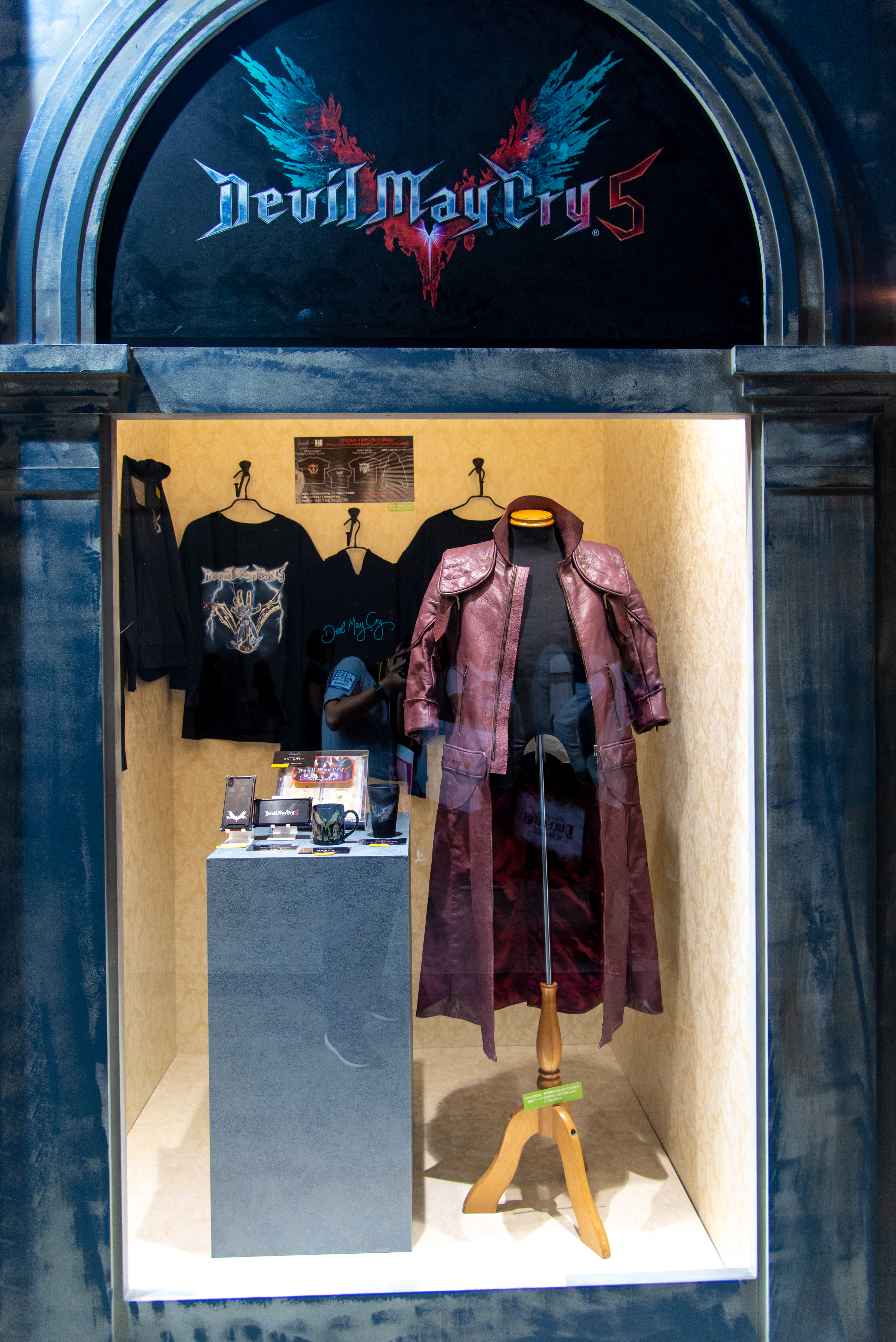
A játékkal együtt más karakterek mellett Dante kabátjának másolatait is forgalmazták

Itsuno szerint az eredeti Devil May Cry 4 nem volt megfelelő a generációjának konzoljaihoz, ami bizonyos problémákat okozott a tervezésben. Ennek eredményeként azt a célt tűzte ki, hogy ezt a folytatást sokkal élvezetesebbé tegye egy olyan költségvetéssel, amely több tartalmat tesz lehetővé, és így nagyobb közönséget vonz, beleértve a Devil May Cry 4 játékosait is. Mivel azonban a játék narratívája Dante, Nero és V-re összpontosított, Lady és Trish nem jelenhetett meg újra játszható karakterként. A "Son of Sparda" nehézségi módját egy korábbi játékhoz igazították, hogy a játékosokat új kihívások elé állítsák, például a karaktereknek le kell hárítaniuk az ellenséges támadásokat, majd le kell győzniük őket egy ellentámadásban, miközben javítják a főnökharcokat, például a Góliát harcát. színhely. Itsuno másik célja az volt, hogy érzékenyebb vezérlőket hozzon létre a jobb produkciók létrehozása érdekében, miközben a karakterek emberként mozognak. Itsuno és a játék nagy hatással volt egy olyan filmre, amelyben három robot egyetlen óriási bottá egyesült, és legyőzték ellenségüket, könnyekig megmozgatva őt. Hasonló pillanatokat akart teremteni. Itsuno egy hollywoodi film stílusát is meg akarta adni a játékosoknak, leginkább a Marvel Bosszúállók sorozatának.
Dante és Nero színészei, Reuben Langdon és Johnny Yong Bosch, kifejezték örömüket a játékkal kapcsolatban. Karaktereiket úgy tervezték, hogy teljesen más játékstílust nyújtsanak, mint a Devil May Cry 4, mivel eltérő mechanikákat alkalmaznak. Itsuno továbbra is úgy érezte, hogy Dante képességeinek elsajátítása nehezebb lesz az általa végrehajtott többféle mód és fegyverzet miatt. A játék tartalmazza a Cameo System-et, egy online többjátékos módot, amely akár három játékosnak is elérhető a kijátszott küldetéstől függően. 2019 áprilisában a Capcom munkatársa, Matt Walker azt állította, hogy Vergil nem lesz játszható karakter a játékban, ami "keserű ízt" hagy a rajongók szájában.

### Forgatókönyv és szereplők
A történet fő témája a szerelem, amit a Capcom az első rész óta igyekezett bevezetni a Devil May Cry-be. Itsuno elmagyarázta, hogy a fejlesztőcsapat egy fotorealisztikus grafikai stílusra törekedett. A játék 60 képkocka/másodperc sebességet céloz meg minden kiadási platformon. A fejlesztők különböző modelleket szkenneltek be, hogy valósághű megjelenést kölcsönözzenek a karaktereknek; a valódi ruhákat Londonban készítették el, majd Szerbiában szkennelték be. Az RE Engine használatával a Capcom munkatársai a franchise korábbi játékainál valósághűbb sztorira törekedtek, ahelyett, hogy alacsony költségvetésű cselekménynek tűnjenek. A játék fő helyszínét London mintájára alakították ki. A csapat több kutatási utat is tett, hogy jobb színpadokat hozzanak létre, beleértve Midhurst Nyugat-Sussexet, Rochesteret, Kentet, Canterburyt és a Leeds Castle Kentet. Koki Kinoshita művészeti igazgató kijelentette, hogy a motor által biztosított új technológiának köszönhetően a visszatérő karakterek terveiben némi változtatást eszközöltek a Devil May Cry 4 megjelenésükhöz, hogy illeszkedjenek személyiségükhöz. Míg Danténak és Neronak kevés kiselejtezett ötlete volt, V közel húsz különböző megjelenésen ment keresztül. A terveket Carol Christian Poell, valamint Daniel Craig és Benedict Cumberbatch is inspirálták.
Itsuno egy olyan gonosztevőt kívánt ábrázolni, akit sem Dante, sem Nero nem vesz félvállról. Ennek eredményeként a stáb Vergilt találta a legjobb jelöltnek egy érdekes gazemberre a sorozatban kifejlesztett ereje és a főszereplőkkel való kapcsolata miatt. A személyzet egy hatalmas érzelmi jelenetet kívánt generálni, amikor Vergil újra megjelenik a csúcsponton, és szembesül bátyjával. Ennek eredményeként a testvérek viszályát megállítja Nero, aki felébreszti saját démonerejét, hogy szembenézzen apjával. Nero játékmenetét úgy alakították ki, hogy hangsúlyozzák haragját, amiért Dante kezdetben bánik vele. A játék csúcspontja, amikor Nero felébreszti démoni erejét, és leállítja Dante és Vergil küzdelmét, mélyebb formát kíván adni a történetnek. Az ötlet, ami mögött Nero új képességeinek elérhetővé tétele a játék végéhez közel áll, nem csak az, hogy a cím visszajátszási értékét adják, hanem hogy hangsúlyozzák azt az erőt, amelyet Neronak kell használnia, hogy szembenézzen Vergillel. Ez ellentétben áll a játék kezdetével, amikor nem tudja legyőzni az alteregóját, Urizent. A Devil May Cry 5 újratervezésének célja, hogy Dante régebbi megjelenésével ellentétben álljon. A Capcom Nero egy régebbi megtestesülését használta, így „testben és lélekben a játéka csúcsán volt”. Mivel a játék grafikája a lehető legvalósághűbb, minden karaktert egy színészről mintáznak.
A vállalat szerint Dante "nem vadult meg ok nélkül". Ami a mozdulatait illeti, Itsuno azt mondta, hogy inkább a Devil May Cry 3 személyére hasonlítana. Mindazonáltal kijelentette, hogy Dante érettebb személyiséggel rendelkezik, és továbbra is meg akarja védeni az emberiséget és tisztelni apja, Sparda örökségét. Az új antagonistának, Urizennek, a 2001-es Devil May Cry játék eredeti démonkirályára kellett emlékeztetnie a játékosokat. Itsuno azt mondta: "Urizen határozottan az egész Devil May Cry saga legerősebb ellensége... a legerősebb. Láttad már: minden alkalommal, amikor megjelenik, leül a trónjára, és talán néha meg is mozdul egy kicsit, de ez az. Szeretnénk megértetni az emberekkel, hogy az ellene folytatott küzdelem mennyire őrült lehet.
Az új szereplőt, V-t, Nero és Dante pontos ellentéteként alkották meg. Ő nem forgat fegyvert, ami titokzatosság érzését kelti benne. Itsuno örült annak, hogy a rajongók jól fogadták a karaktert, annak ellenére, hogy vonásai szerinte megosztóak lehetnek. Nicót Nero barátnőjének, Kyrie ellenpólusaként tervezték, Nico pedig jobban hozzászokott a verekedéshez. Nero Devil Breaker képességeinek fejlesztése során Itsuno rámutatott arra, hogy a Punch Line-t, amikor Nero lelövi a mechanikus karját, a tinédzserek vonzására tervezték.
A lokalizáció folyamatában Langdon nem élvezte a forgatókönyv olvasását. Bár élvezte a történetet és a karaktereket, Langdon azt állítja, hogy a párbeszéd "borzalmas" volt, és néhány részt át kellett írniuk. Mike NcNamara, az eredeti párbeszéd fordítója, Langdon kívánságainak megfelelően dolgozta át, Itsunoval együtt. Langdon együttműködött Daniel Southworth-tal és Bosch-szal, hogy javítsa a párbeszéd angol fordítását, ami tetszett nekik. Dante egy Michael Jackson dal paródiáját adja elő, amelyről a stáb tudta, hogy Langdon nem tud mozgásrögzítést végrehajtani egy jelenet során. Ennek eredményeként ezt a jelenetet a Shibata néven ismert kaszkadőr adta elő. A hangfelvételt újra kellett készíteni a játék készítése során. Habár a Devil May Cry 5 egy folytatás, Bosch három meghallgatást tartott, hogy újra eljátssza a szerepeit, mivel a játék készítése sok időt vett igénybe.

### Zene
Kota Suzuki, Yoshiya Terayama, Hiromitsu Maeba, Steven McNair, John R. Graham, Casey Edwards, Cody Matthew Johnson és Jeff Rona komponálták a játék zenéjét. Johnson és Rona korábban már együtt dolgoztak a Devil May Cry 5 előtt, például a Marvel vs. Capcom: Infinite harci játékon, ahol mindketten részt vettek Dante "Devils Never Cry" témájának remixében. Az elért siker ösztönözte a duót, hogy a Devil May Cry 5 zenéjén is együtt dolgozzanak. Bár Johnson nem zeneszerző, de játszott a játékokkal, így jól ismerte a sorozatot. Edwards már a sorozat rajongója volt az eredeti 2001-es játéktól kezdve, és különösen megkedvelte Nero témáját a Devil May Cry 4-ből, elsősorban az "Elviselem a száműzetést" szövege miatt. Johnson szerint a zene általános koncepciója "durvább, nehezebb és kísérletezőbb volt". A három különböző karakter lehetőséget adott nekik, hogy változatos zenei stílusokat alkalmazzanak. A Sony Japan 2019. április 12-én öt lemezen adta ki a játék eredeti filmzenei albumát Japánban.
Nero harci témái, a "Devil Trigger" és az utolsó főellenség remixe, a "Silver Bullet", mind Ali Edwards előadásában hallhatóak. A "Devil Trigger" 2018. június 11-én jelent meg, mint a játék népszerűsítésére szolgáló zeneszám. Edwards több képet kapott Néroval, ahogyan szembeszáll az ellenfeleivel, hogy jobban megértse, hogyan kell megalkotnia a főtémáját. Edwards találkozott Bosch-szal, aki részletesebben bemutatta neki a karaktert. Ennek során figyelembe vették fiatalos és merész vonásait, annak ellenére, hogy a karakter idősebb volt, mint amikor bemutatják. A "Devil Trigger" pozitív fogadtatása meghökkentette Edwardst. A Spotify-on a dalt több mint 7 millióan hallgatták meg. Jelenleg a YouTube-on több mint 68 millióan tekintették meg. Az "Ezüstgolyó" téma, amelyet Nero Vergiliussal vívott utolsó harcához használt, a zeneszerző számára "kockázatot" jelentett. A dal az eredeti Devil May Cry végső főellenség témájának egyfajta tiszteletadása volt, és a "Devil Trigger" remixeként szolgált. Edwardsnak azt a kihívást kellett elfogadnia, hogy érzelmesebb témát hozzon létre, mint a "Devil Trigger" ebben a remixben, és hálás volt a Capcom munkatársainak, akik segítettek neki a téma kidolgozásában.
2018 szeptemberében jelent meg Dante "Subhuman" című harci témája, amit Johnson komponált, és a Suicide Silence előadásában hallható. Eredetileg a banda vezető énekese, Eddie Hermida énekelte, de a szexuális visszaélés vádjai miatt az énekesi pozíciót a Volumes akkori tagja, Michael Barr vette át. Ennek a téma megalkotásának az ötlete az volt, hogy felfedje Dante sötét és elvetemült oldalát a hangszerek által kifejezve. A stáb óvatosan közelítette meg, hogy a dal pontosan tükrözze a karaktert.
2018 decemberében megjelent az új franchise-szereplő V eredeti harci témája, a "Crimson Cloud", amelyet Rona komponált. Mivel V valódi kilétére csak a történet későbbi szakaszában derült fény, a zeneszerzők elkerülték, hogy a származásához kapcsolódó témákat adjanak neki. Az utolsó előzetes a játék befejező témáját, a "Legacy"-t mutatta be, amelyet Kota Suzuki komponált, és Ali Edwards énekelt. Edwards nemcsak énekesként, hanem szövegíróként is részt vett a dal készítésében. A dal témája a "család" és az az elképzelés, hogy az emberek támogatják egymást. A játék japán verziója tartalmazza a "Mad Qualia" című dalt Hyde-tól.

## Kiadás
A Devil May Cry 5 2019. március 8-án jelent meg PlayStation 4-re, Windows-ra és Xbox One-ra. Azok a játékosok, akik megvásárolták a játék deluxe kiadását, több további tartalomhoz is hozzáfértek. Ezek közé tartozott a Cavaliere R fegyver Dante számára, új vágóképek és bemondói lehetőségek, harczene az első négy Devil May Cry címből, és négy Devil Breaker fegyver Nero számára, köztük a Mega Man 11-en alapuló Mega Buster. A játék megjelenését követő heteken belül letölthető tartalomként külön is megvásárolhatók voltak. Egy hullámalapú túlélési mód, a Bloody Palace, ingyenes frissítésként jelent meg 2019. április 1-jén. Japánban három korlátozott kiadás jelent meg a játékból, amelyek Dante, Nero vagy V kabátjának másolatát tartalmazták. A játék Amazon Luna verzióját a 2021-es Game Awards alatt jelentették be és adták ki.
Bingo Morihashi, a játék írója, írt egy előzményregényt, amely a játék történetének elejéhez vezet. A Devil May Cry 5: Before the Nightmare címmel 2019. március 1-jén jelent meg Japánban, egy héttel a játék megjelenése előtt. Kiadtak egy spin-off mangát is, amelynek középpontja V. A Devil May Cry 5: Visions of V címet Tomio Ogata írta, és 2019. március 7. és 2022. március 19. között a Line Mangán jelent meg. Az 50 fejezetét öt fizikai tankōbon-kötetbe gyűjtötték össze, az első kötet 2019. november 15-én, a végső kötet pedig 2022. július 15-én jelent meg.

### Különleges kiadás
A 2020. szeptemberi PlayStation 5 bemutató során a Capcom bejelentette a Devil May Cry 5: Special Edition kibővített verzióját. 2020 novemberében csak digitálisan adták ki az Xbox Series X/S és a PlayStation 5 számára. A következő hónapban megjelent a fizikai verzió. Az erősebb hardvernek köszönhetően továbbfejlesztett látványt és játékmenetet kínál akár 120 képkocka/másodpercig. Az összes korábban kiadott letölthető tartalom mellett az egyéb kiegészítések közé tartozik a játszható karakterként szereplő Vergil, a sugárkövető grafikai lehetőségek és két további játékmód; a Legendás Dark Knight mód, amely jelentősen növeli az ellenségek számát minden szinten; és a Turbo mód, amely 20%-kal növeli a játék sebességét. A Turbó mód korábban a Devil May Cry 3: Special Edition és a Devil May Cry 4: Special Edition része volt. A Devil May Cry 5 eredeti verzióját birtokló játékosok külön is megvásárolhatják a Vergilt letölthető tartalomként.
A csapat már a Special Edition megalkotása óta szerette volna Vergilt játszható karakterként szerepeltetni. Vergil új harci témáját, a "Bury the Light" címet, Casey Edwards komponálta Victor Borba énekével. Edwards kijelentette, hogy a dal Nero harci témáját, az "ördög triggerét" kívánta tükrözni, mivel Nerót Vergil tükreként látta. Edwards szerint "Nero úgy döntött, hogy "befogja a sötétséget" és elfogadja démon oldalát. Vergil mindig is megpróbálta eltemetni emberségét, mivel ez a személyes fájdalom és a gyengeség emlékének nagy forrása."

## Fogadtatás

### Megjelenés előtt
A 2018-as Tokyo Game Show-t követően a Devil May Cry 5 elnyerte a Future Division díjat a Japan Game Awards-on. Némi aggodalomra ad okot a játékközösség az a döntés, hogy beiktatják az opcionális játékon belüli vásárlásokat, ahol a játékos megvásárolhatja a karakterek fejlesztésére használt piros gömböket. A Capcom megerősítette, hogy ez semmilyen módon nem változtat a játék tervezett progressziós rendszerén, és hasonló a Devil May Cry 4: Special Editionéhez, amely szintén lehetővé tette a hasonló játékon belüli vásárlásokat.

### Kritikus válasz
| Összegzőoldal | Értékelés                                                    |
| ------------- | ------------------------------------------------------------ |
| Metacritic    | PC: 89/100 PS4: 88/100 XONE: 87/100 XSXS: 84/100 PS5: 89/100 |

| Szerző         | Értékelés |
| -------------- | --------- |
| Destructoid    | 10/10     |
| Eurogamer      | 9/10      |
| Famicú         | 37/40     |
| Game Informer  | 8.5/10    |
| GameRevolution | [ 42 ]    |
| GameSpot       | 9/10      |
| GamesRadar+    | 4.5/5     |
| IGN            | 9.5/10    |
| Jeuxvideo.com  | 18/20     |
| PC Gamer (UK)  | 9/10      |
| PC Gamer (US)  | 9/10      |
| The Guardian   | 5/5       |
| USgamer        | 4.5/5     |
| VideoGamer.com | 9/10      |

A Metacritic véleménygyűjtő szerint a Devil May Cry 5 "általában kedvező értékeléseket" kapott minden platformon. A játékmenetet és a karaktereket méltatták. A PC Gamer UK azt említette, hogy ez "egyike a valaha készült legjobb démonok elleni játékoknak". A kritikus élvezte a karakterek harcstílusát, és azt, hogy a játékosokat a harcban való eredetiségükért jutalmazzák, amikor különböző technikákat alkalmaznak. Az USgamer szerint a sorozat egyik legerősebb része. Megjegyezték, hogy bár a Ninja Theory által készített újraindítás élvezetes volt, a Devil May Cry 5 hű maradt a sorozat magjához, különösen a játékmechanika és a karakterkezelés terén. A VideoGamer.com elismeri a játékmenetet és a világépítési stílust, különösen a London alapú környezet kezelését. Hasonlóképpen, a The Guardian is tökéletes pontszámot adott. A recenzensnek tetszett, hogy az újoncok könnyen megtanulhatják, hogyan pontozzák a stílusos rendszert rövid idő alatt, és megjegyzi, hogy meg kell érteniük az ellenségek taktikáját is a főnökök legyőzéséhez. A GameSpot értékelte a Capcom által nyújtott mélységet, különösen a Nero játékmenetében bekövetkezett változást, amely lehetővé tette a Devil Breaker technikák különböző stílusainak használatát. A Destructoid élvezte a sokféle ellenséget és főnöki harcot, megjegyezve, hogy a Capcom a Devil May Cry 4 kritikájára úgy reagált, hogy több színpadot biztosított a játékosoknak.
Több kritikus a három főszereplő mozgásának növekedésére összpontosított. A Daily Telegraph méltatta a karakterek mechanikáját, különösen V-ét, amiért teljesen más módon játszik, mint Nero és Dante, miközben továbbra is szórakoztató marad. A GamesRadar élvezte a három játszható karakter közötti nagy változatosságot a harcban, miközben megtartják saját stílusukat, még akkor is, ha Dante hasonlóan játszik, mint a Devil May Cry 4 karaktere. A GameSpot megjegyezte, hogy Nero játékmenetének köszönhetően mennyire barátságos az újoncok számára. Értékelték V bemutatását is, megjegyezve, hogy a karakter milyen egyedi technikákat kínál, és mennyire eltér Dante és Nero játékstílusától. Az IGN elismerően szólt Nero mechanikus karjairól szóló új technikákról, különösen azokról, amelyekkel az ellenségeket támadhatja. Habár az IGN azt érezte, hogy Dante hasonlóan játszik a korábbi játékokhoz képest, elismerték, hogy az általa bemutatott új fegyverek sokkal szórakoztatóbbak. V-t is pozitívan fogadták azokkal a démonokkal való interakciója miatt, amelyekkel az ellenségei ellen harcol. A Destructoid szerint Dante és V a legkifinomultabb karakterek, részben a Nero's Devil Breakers mechanikájának kezelésével kapcsolatos nehézségek miatt. Bár élvezték a játékmenetet, a Game Informer kritizálta a karakterek közötti cserét, és arra hívta fel a figyelmet, hogy az új képességek bevezetése némi kihívást jelent.
Az IGN is dicsérte a játék narratíváját és koncepcióját a karakterek és a történet elemei miatt, noha a bírálók összességében kevésbé találták szórakoztatónak. Az IGN Mitchell Saltzman szerint a játék "titokzatos története folyamatosan érdekessé teszi a dolgokat az út során". A GameSpot elismerően szólt a történetnek, külön kiemelve a főszereplők válságának lezárását és a karakterek ívének dicséretét, bár megjegyezték, hogy azok nem mélyek. A The Guardian örömét fejezte ki a cselekmény iránt annak ellenére, hogy egyszerűnek találta, és említette, hogy az újraindításból átvett elemek is jól sikerültek. A The Guardian külön kiemelte, hogy Dante karakterét idősebbnek ábrázolják, mint a korábbi játékokban, miközben megőrzi fiatalkori személyiségét. A PCGamer élvezte a történetet a karakterek hiteles ábrázolása miatt, bár néhány jelenetet hiányoltak, és kritikusak voltak Nicóval szemben. Habár értékelték, hogy a narratíva szerves része a játékmenet mechanikájának, a GamesRadar úgy érezte, hogy az újoncok talán nem fogják teljesen megérteni a játék cselekményét, és kifogásolták a befejezés sietését. A VideoGamer.com viszont kritikusan szemlélte a cselekményt, úgy érezve, hogy a narratíva és a karakterek "unalmasak" voltak, bár néhány érdekes interakciót említettek a történetben.
A kezdetekkor a játék nyugati országokban kiadott PlayStation 4-es változata tartalmazott egy lencsefényt, amely csökkentette a rövid meztelenség láthatóságát. Számos szerencsejáték-újságíró cenzúraként hivatkozott rá, és arról számolt be, hogy a változás a játék javításának részeként történt. Az IGN is megjegyezte, hogy egy másik karaktert hasonlóan cenzúráztak minden nyugati verzióban, függetlenül a platformtól. 2019 áprilisában a Push Square arról számolt be, hogy a játék észak-amerikai verziójából eltávolították a lencsekitörést, mégis Európában megmaradt.

### Értékesítés
Japánban körülbelül 116 202 fizikai példányt értékesítettek, ami az eredeti PS4 kiadás 75,75%-a volt a megjelenés hetében. Ezzel a játék az első helyen debütált az eladási listán minden formátumban.\ Bár kevesebb példányt adtak el, mint a debütáló Devil May Cry 4, mégis felülmúlta a DmC rebootot. Az Egyesült Királyságban a Devil May Cry 5 vezette az összesített eladási listát, 20 872 fizikai példánnyal, és így a Capcom második legkelendőbb játékává vált az országban 2019-ben, a Resident Evil 2 remake után. A 2019-es Game Developers Conference-en Itsuno elárulta, hogy a játékból több mint kétmillió példányt értékesítettek, amit a megjelenést követő két hétben értek el. 2019 szeptemberéig a játék világszerte több mint 2,7 millió példányban kelt el. 2020 szeptemberéig ez a szám már elérte a 3,9 milliót, ezzel a sorozat legkelendőbb címévé vált. 2022 áprilisáig a Special Edition verzió nélkül 5 millió példány kelt el, és 2022. október 19-ig ez a szám már 6 millióra nőtt. 2023 januárjáig a játékból 6,5 millió példányt adtak el. Jelenleg a játék 7,2 millió példány felett tart, ezzel a Capcom minden idők 11. legkelendőbb játékává vált.

## Fordítás
Ez a szócikk részben vagy egészben  a   Devil May Cry 5 című angol Wikipédia-szócikk ezen változatának fordításán alapul.  Az eredeti cikk szerkesztőit annak laptörténete sorolja fel. Ez a jelzés csupán a megfogalmazás eredetét és a szerzői jogokat jelzi, nem szolgál a cikkben szereplő információk forrásmegjelöléseként.